# 交響曲第3番 (グラズノフ)
交響曲 第3番 ニ長調 作品33は、アレクサンドル・グラズノフが1890年に作曲した交響曲である。同年12月にアナトーリー・リャードフの指揮で初演され、1892年にライプツィヒのベリャーエフ楽譜出版社により出版された。作品は、ピョートル・チャイコフスキーに献呈された。

## 概論
最初期の草稿は1883年にまで遡るが、「ロシア五人組」の創作を鼓舞した国民楽派様式から離れて、自らが普遍的（国際的）と感じた楽式や気分、主題を反映させようと試みた、大形式の作品における最初の突破口の一例である。このような試みは、より小規模な作品、たとえばチャイコフスキーに激賞された《管弦楽のための抒情詩》（1881年 - 1887年）のような作品や、悲歌《英雄の追憶に》（1881年 - 1885年）といった作品では探究していたが、ロシア五人組が奉じた規範から離れた芸術の枠組みに辿り着くことができた最大の作品が《交響曲 第3番》だったのである。チャイコフスキーの影響は明瞭であり、とりわけ作品中の抒情的なエピソードに認めることができる。
1924年にグラズノフはチャイコフスキーを回想して次のように述べた。
「彼は僕の《交響曲 第3番》を知っていました。曲のほとんどを賛同してくれて、しばしばスケルツォ楽章をピアノで弾くように要求されたものです。この作品で一番重大な弱点はどこかと思うかを尋ねたところ、教えてくれましたよ。『いくつかの饒舌な箇所と、休止の不足だね』、と。ピョートル・イリイチが鬼籍に入ってからずっと後になってからですが、僕はその助言を思い出して、その後の創作ではいつも彼の言葉を忘れないように心掛けているんです。」

## 楽器編成
フルート3（1つはピッコロと持ち替え） 、オーボエ2、クラリネット2、ファゴット2、ホルン4、トランペット3、トロンボーン3、チューバ1、ティンパニ、打楽器群、弦楽五部。

## 楽曲構成
以下の4楽章よりなる。
1. アレグロ[2]（ニ長調）
2. 「スケルツォ」。ヴィヴァーチェ（ヘ長調。6/16拍子と2/8拍子が混在）[2]
3. アンダンテ（嬰ハ短調）
4. 「終楽章」。アレグロ・モデラート。

## 註記
1. 1 2  Taruskin, Richard (1996). Stravinsky and the Russian Traditions: A Biography of the Works Through Mavra - Google ブックス, pp. 298-9. ISBN 0198162502.
2. 1 2 3 4  Score of Glazunov Symphony no. 3 - Google ブックス
3. ↑  Lobanova, 6.
4. ↑  As quoted by Lobanova, 7.